# Sergentia baueri
Sergentia baueri is een muggensoort uit de familie van de dansmuggen (Chironomidae). De wetenschappelijke naam van de soort is voor het eerst geldig gepubliceerd in 1999 door Wuelker, Kiknadze, Kerkis & Nevers.